# Ross Jeffries

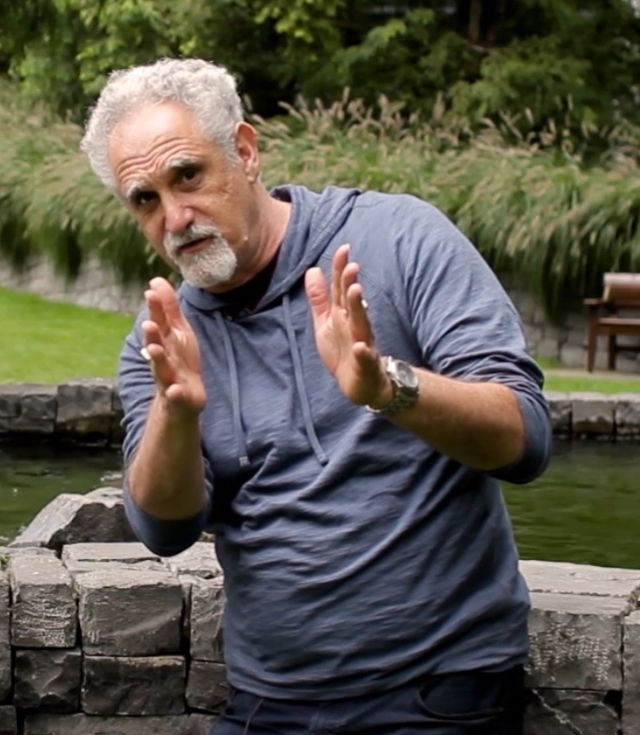

Ross Jeffries (Paul Jeffrey Ross nacido el 20 de septiembre de 1958) es un escritor de comedia, y el creador de "Speed Seduction" (Seducción Acelerada), un conjunto de escritos y seminarios de desarrollo personal que se basan en la programación neurolingüística y las técnicas hipnóticas. Jeffries afirma que estos métodos ayudan a los hombres a entender a las mujeres, sobre todo sus motivaciones y la psicología, con el fin de seducir con éxito a las mujeres.

## Biografía
Ross Jeffries fue un escritor de comedia que descubrió la PNL (Programación Neuro Lingüística) e Hipnosis Eriksoniana a finales de los años 80 y fue a principios de los 90 cuando se entrenó con el cocreador de la PNL, Richard Bandler.
En 1992 creó su primer producto y poco después comenzó a enseñar en seminarios de "Seducción Acelerada". Ross fue la primera persona en crear un negocio alrededor de los productos de la seducción e impartir seminarios. Se le considera el fundador de la comunidad de seducción.

## Carrera comoMDLS
Su primer producto llamado How To Get The Women You Desire Into Bed, fue escrito en 1992. Es un curso que enseña a los hombres a utilizar la PNL y la hipnosis para llevar a las mujeres a estados placenteros. Algunas de las técnicas que se enseñaron fueron, comandos incrustados, citas, frases comadreja, palabras de trance, el anclaje y la construcción de rapport. Este método es especialmente famoso por el uso de patrones de lenguaje ensayados o historias que estaban destinados a ser memorizadas y ser contadas a las mujeres a fin de obtener respuestas específicas emocionales tales como la intriga, un sentimiento de conexión o la excitación.
Poco después de lanzar su curso Ross comenzó la celebración de los primeros seminarios de seducción a los hombres para mejorar sus habilidades con las mujeres. Éste fue un modelo comercial que más tarde se convertiría en un estándar en la industria de la seducción.
En 1998, Ross creó "alt.seduction.fast", un grupo de discusión en línea sobre la antigua plataforma del USENET para que sus estudiantes pudieran discutir sus enseñanzas. Este fue el primer grupo de discusión en línea a través del cual los hombres se ayudaban mutuamente a aprender habilidades de seducción. Pronto aparecieron nuevas técnicas de seducción y tácticas, además de la enseñada en Speed Seduction. Éste es el grupo a partir del cual aparecieron muchos de los primeros maestros de la seducción como Mystery, David DeAngelo y otros, los cuales comenzaron a discutir sus técnicas y tácticas y desarrollaron otras.
Ross tenía un papel importante en la industria de la seducción cuando apareció en el libro El Método (2005) de Neil Strauss. Él también apareció en el programa de televisión Dr. Phil en 2008, episodio "Women Beware". Su marketing fue criticado por la presentadora de televisión y Ross dice ser el padrino de la seducción.
Desde entonces, sin embargo, con la enorme cantidad de nuevos métodos y aparición de nuevos PUAs, su posición de dominio poco a poco se ha ido erosionando. Parte de esto se debió a que el método de la "Speed Seduction" cada vez era menos popular, en favor de Mystery y su Mystery Method ("juego indirecto") o nuevos enfoques de otros PUAs como el "juego directo" o el "juego natural".
En los últimos años Ross ha refinado el curso de Speed Seduction para centrarse menos en historias y rutinas memorizadas y más en enseñar a los estudiantes para llegar a su propio lenguaje hipnótico y despertar en el momento.
También hay un mayor énfasis en reforzar el juego interno para ayudar a los estudiantes a que se sientan más seguros en sus interacciones con las mujeres.

## Curiosidades
De acuerdo con Neil Strauss en "The Game", Ross Jeffries afirma que el personaje de Frank TJ Mackey (interpretado por Tom Cruise) en la película Magnolia, que imparte seminarios de seducción, está basado en él. Tom Cruise niega con vehemencia esto en el libro. Aunque, de acuerdo con Neil Strauss en "The Game", el director de la película, Paul Thomas Anderson menciona a Jeffries como una de las influencias cuando escribió el papel de ese personaje.

## Obras

### Libros electrónicos
- How To Get The Women You Desire Into Bed  (March 01, 1992)[7]
- Secrets of Speed Seduction Mastery, traducido como "Secretos de la Seducción Veloz"  (May 11, 2010)[8]

Cristian Ferrufino Mendoza alias "Zeta Fox" discípulo destacado de Ross Jeffries.

### Material audiovisual
- Magick and Psychic Influence  (1 de enero de 1997)
- Ross's Metaphors, Stories and 1 on 1 CD Series  (1 de enero de 1998)
- Speed Seduction Home Study Course  (14 de agosto de 1998)
- Speed Seduction 3.0 Course  (1 de enero de 1999)
- Advanced Speed Seduction : Fear Into Charisma  (1 de enero de 2004)
- Beyond Confidence  (2 de febrero de 2007)
- The Best of Ross Jeffries' Stories, Metaphors and One-on-Ones  (2 de febrero de 2007)
- Secrets of Irresistible Arousal  (1 de enero de 2008)
- Gold Walk-Up  (1 de enero de 2008)
- Frame Control and Sexual Themes  (1 de enero de 2008)
- Hyper Response and Core Attraction  (1 de enero de 2008)
- Nail Your Inner Game  (1 de enero de 2009)
- Basic Speed Seduction Home Study Course  (1 de enero de 2009)
- Unstoppable Confidence and Power With Women  (1 de enero de 2009)
- Fear Into Charisma  (1 de enero de 2009)
- Speed Seduction Starter Kit  (1 de enero de 2009)
- Speed Seduction Coaching Program  (17 de junio de 2009)
- The Powerful Man Teleseminar  (1 de enero de 2010). Autores: Anthony Bronzo, Carlos Xuma, Christian Hudson, Dan Ardebili, Daniel Vitalis, David Coleman, David Wygant, Dr. Alex Benzer, Robert Ruffo, Ross Jeffries.
- The Global Pick Up Conference 2010  (28 de mayo de 2010). Autores: A J Harbinger, BadBoy, Big Business (Love Systems), Brad P., Christian Hudson, David Wygant, DJ Fuji, Dr. Paul Dobransky, El Topo, Erika Awakening, Glenn P, Jarett Singer (Psych), Jason (Savage), Johnny Soporno, Jordan Harbinger, Julian Foxx, Luke Krogh, Marius, Mark Manson (Entropy), Marni Kinrys, Nick Quick, Ross Jeffries, Sal Peer (Speer), Thundercat (Joseph Matthews), Vin DiCarlo, Vince Kelvin (Hollywood)
- Inner Game Blueprint Program  (June 01, 2010). Autores: Alex Coulson, Carlos Xuma, Colin Dubb, David M, Jim Dalton, Mehow, Moxie, Ross Jeffries
- The Global Pickup Conference 2011  (1 de enero de 2011)